# Hanif
Un hanif (àrab: حنيف, ḥanīf, ‘monoteista preislàmic’, ‘musulmà ortodox’; en plural حنفاء, ḥunafāʾ) és, d'acord amb la creença islàmica, algú que manté el monoteisme pur del patriarca Abraham (o Ibrahim, en la seva forma àrab), qui, de fet, és qualificat de hanif en diverses ocasions a l'Alcorà (2:135, 3:67, 4:125, 6:79, 16:120). Més exactament, en el pensament islàmic, són les persones que, en època preislàmica —anomenada la jahiliyya—, se sap que van rebutjar la idolatria i van mantenir tots o alguns dels dogmes de la religió d'Abraham, entesa com la «submissió a Déu» en la seva forma més pura. El terme hanif és emprat dotze cops a l'Alcorà (deu voltes en singular i dues en plural) i la tradició islàmica recull un cert nombre de persones que van ser hanifs. D'acord amb la tradició musulmana, també el profeta Muhàmmad hauria estat un hanif.
El hanifisme és, de fet, encara mal conegut, però sembla com si l'Alcorà designés amb aquest terme un monoteisme del qual l'islam en seria el fidel reflex, un «islam abans de l'islam»; en aquest sentit Muhàmmad no hauria «innovat», ans hauria restat absolutament fidel al Déu d'Abraham i d'Ismael (2:135, 3:67, 3:95). En aquest sentit el hanif practica la religió primordial, d'acord totalment amb la fitra o essència de l'home creient (evidentment creient en un Déu Únic i Creador) i, per tant, s'oposa tant a la idolatria com als monoteismes jueu i cristià que han falsificat aquesta religió primigènia.
En època islàmica, el terme ha passat a esdevenir sinònim de musulmà ortodox.

## Etimologia i història del terme
El terme prové de l'arrel àrab ḥ-n-f que significa ‘tombar-se de costat’, que al seu torn prové d'una arrel siríaca amb el mateix significat. En el Diccionari àrab-català es tradueix tant per ‘monoteista preislàmic’ com per ‘musulmà ortodox’.
Seguint Francis Edward Peters, al versicle 3:67 de l'Alcorà es tradueix per ‘home recte’, mentre que fora de l'Alcorà s'empra amb el significat ‘inclinar-se cap al costat correcte’. Segons W. Montgomery Watt, sembla que s'hauria utilitzat inicialment primer pels jueus i cristians per referir-se als ‘pagans' i s'hauria aplicat als seguidors d'una antiga religió siriana i àrab hel·lenitzada i després s'hauria emprat per enfotre's dels primers musulmans.
Michael Cook afirma que «el seu significat exacte és obscur» però l'Alcorà «l'empra en contextos que suggereixen un monoteisme pristí, que tendeix a contrastar amb el judaisme i el cristianisme (coetanis)». A l'Alcorà hanif és associat «especialment a Abraham, però mai a Moisès o Jesús».